# Coupe de France 1937/38
Der Wettbewerb um die Coupe de France in der Saison 1937/38 war die 21. Ausspielung des französischen Fußballpokals für Männermannschaften. In diesem Jahr meldeten 679 Vereine.
Titelverteidiger war der FC Sochaux, den allerdings ein sehr frühes Aus ereilte. Gewinner der Trophäe wurde Olympique Marseille. Dies war bereits Olympiques fünfter Pokalgewinn nach 1924, 1926, 1927 und 1935; OM wurde damit vor Red Star Olympique (4 Titel) zum alleinigen Spitzenreiter in der Rangliste der erfolgreichsten Teilnehmer an der Coupe de France.
Nach den von den regionalen Untergliederungen des Landesverbands FFF organisierten Qualifikationsrunden griffen ab der Runde der letzten 64 Mannschaften auch die 16 Erstligisten in den Wettbewerb ein.
Eine Pokalkommission setzte für Zweiunddreißigstel- und Sechzehntelfinale sämtliche Begegnungen fest; Erstligisten konnten in der ersten Runde nicht aufeinandertreffen. Dabei wurde für das Zweiunddreißigstelfinale auch das Heimrecht festgelegt; ab dem Sechzehntelfinale fanden die Spiele auf neutralem Platz statt. Ab dem Achtelfinale wurden die Paarungen frei ausgelost. Endete eine Begegnung nach Verlängerung unentschieden, kam es zu einem oder mehreren Wiederholungsspielen. Davon machten die Lokalrivalen Olympique Lille und SC Fives im Viertelfinale sogar ausgiebig Gebrauch: es brauchte drei Spiele, ehe feststand, dass die Liller Vorstädter das Halbfinale erreicht hatte. In der Runde vor diesem 330-Minuten-Marathon hatte Fives zudem mit Stade Béthune den erfolgreichsten Amateurklub dieses Wettbewerbs aus dem Rennen geworfen.

## Zweiunddreißigstelfinale
Spiele am 19., Wiederholungspartien am 26. Dezember 1937; die Vereine der beiden professionellen Ligen sind mit D1 bzw. D2 bezeichnet, alle anderen waren Amateurklubs (ohne Angabe der jeweiligen Ligenstufe).
| - FC Toulouse D2 – CA Bénauge 6:1 - FC Rouen D1 – USO Bruay 5:0 - Stade Rennes UC D2 – UC Saint-Brieuc 1:2 - FC Antibes D1 – Stade Clermont 5:1 - Olympique Dunkerque D2 – US Valenciennes D1 3:1 - FC Dieppe D2 – US Saint-Servan-Saint-Malo 4:1 - ASSB Oignies – OFC Charleville D2 0:0 n. V., 1:2 - AS Cannes D1 – CS Marseillannais 4:0 - AS Hautmont D2 – SO de l'Est 2: 0 - US Boulogne D2 – AS Troyes D2 5:0 - Le Havre AC D2 – Stade Français Paris 3:0 - CA Paris D2 – Stade Béthune 1:1 n. V., 1:2 - Racing Calais D2 – SM Caen D2 2:1 - FC Mulhouse D2 – Olympique Alès D2 2:0 - Auberchicourt – Racing Paris D1 1:2 - CS Avion – US Tourcoing D2 0:2 | - RCFC Besançon – Racing Strasbourg D1 1:7 - ES Mont-de-Marsan – FC Sète D1 1:12 - Red Star Olympique D1 – CEP Lorient 11:0 - US Quevilly – Racing Roubaix D1 0:5 - Olympique Nîmes D2 – RC Agathois Agde 3:1 - Stade Compiègne – FC Nancy D2 2:5 - Excelsior Roubaix D1 – ES Hayange 6:1 - SO Montpellier D2 – FC Sochaux D1 4:0 - FC Metz D1 – CA Mulhouse 11:0 - Olympique Marseille D1 – Girondins Bordeaux D2 4:2 - Olympique Lille D1 – US Vésinet 5:2 - RC Arras D2 – Stade Reims D2 0:1 - RC Lens D1 – US Auchel 2:1 - OGC Nizza D2 – AS Valentigney 4:1 - Véloce Club Beauvais – SC Fives D1 1:15 - USB Longwy D2 – AS Saint-Étienne D2 2:1 |

## Sechzehntelfinale
Spiele am 9., Wiederholungsspiele zwischen 13. und 20. Januar 1938
| - FC Toulouse D2 – Olympique Nîmes D2 2:0 - FC Antibes D1 – FC Dieppe D2 1:1 n. V., 2:1 - OFC Charleville D2 – US Tourcoing D2 1:0 - AS Cannes D1 – Racing Roubaix D1 6:3 n. V. - US Boulogne D2 – UC Saint-Brieuc 5:1 - Le Havre AC D2 – Olympique Dunkerque D2 5:2 n. V. - Stade Béthune – Racing Calais D2 2:2 n. V., 2:0 - Racing Paris D1 – RC Lens D1 5:0 | - FC Sète D1 – Racing Strasbourg D1 2:0 - Red Star Olympique D1 – SO Montpellier D2 2:1 - Excelsior Roubaix D1 – FC Rouen D1 5:0 - FC Metz D1 – Stade Reims D2 5:0 - Olympique Marseille D1 – FC Mulhouse D2 2:1 - Olympique Lille D1 – USB Longwy D2 1:1 n. V., 2:0 - OGC Nizza D2 – FC Nancy D2 2:1 - SC Fives D1 – AS Hautmont D2 4:1 |

## Achtelfinale
Spiele am 6., Wiederholungsspiel am 17. Februar 1938
| - AS Cannes D1 – OFC Charleville D2 4:3 n. V. - Le Havre AC D2 – OGC Nizza D2 1:1 n. V., 2:0 - Racing Paris D1 – FC Antibes D1 2:0 - Red Star Olympique D1 – FC Sète D1 3:2 | - FC Metz D1 – Excelsior Roubaix D1 2:1 - Olympique Marseille D1 – US Boulogne D2 2:0 - Olympique Lille D1 – FC Toulouse D2 1:0 - SC Fives D1 – Stade Béthune 3:1 |

## Viertelfinale
Spiele am 6., Wiederholungsspiele am 17. und 24. März 1938
| - FC Metz D1 – AS Cannes D1 3:0 - Le Havre AC D2 – Red Star Olympique D1 1:0 n. V. | - Olympique Marseille D1 – Racing Paris D1 6:2 - Olympique Lille D1 – SC Fives D1 2:2 n. V., 0:0 n. V., 0:2 |

## Halbfinale
Spiele am 3., Wiederholungsspiel am 14. April 1938
| - FC Metz D1 – SC Fives D1 1:0 n. V. | - Olympique Marseille D1 – Le Havre AC D2 0:0 n. V., 1:0 |

## Finale
Spiel am 8. Mai 1938 im Prinzenparkstadion in Paris vor 33.044 Zuschauern
- Olympique Marseille – FC Metz 2:1 n. V. (1:1, 0:0)

### Mannschaftsaufstellungen
Auswechslungen waren damals nicht möglich.
Olympique Marseille: Jaguaré Vasconcelos – Abdelkader Ben Bouali, Henri Conchy, Jean Bastien – Ferdinand Bruhin , Joseph Gonzalès – Émile Zermani, Franz Olejniczak, Mario Zatelli, Emmanuel Aznar, Vilmos Kohut
Trainer : József Eisenhoffer
FC Metz: Charles Kappé – Henri Nock, Charles Zehren – Nicolas Hibst , Charles Fosset, Marcel Marchal – Jean Lauer, Ignace Kowalczyk, Marcel Muller, Karel Hes, Albert Rohrbacher
Trainer : Ted Maghner
Schiedsrichter: Charles Munsch (Mulhouse)

### Tore
1:0 Kohut (49.)

1:1 Rohrbacher (84.)

2:1 Aznar (118.)

### Besondere Vorkommnisse
Dieses „Finale der Kissen“, über das Gabriel Hanot im Miroir des sports schrieb, es sei „das bemerkenswerteste und brillanteste seit Jahren“ gewesen, stand in den letzten Spielminuten kurz vor dem Abbruch. Mehrere Spieler des FC Metz bedrängten Schieds- und Linienrichter, weil sie den entscheidenden Ball Aznars auf, aber nicht über der Torlinie gesehen hatten. Von den Tribünen regnete es rote Sitzkissen, weil auch viele Zuschauer – Anhänger der Lothringer und neutrale Beobachter – diese Meinung teilten und teils heftig protestierten. Nach längerer Unterbrechung konnte die Begegnung aber zu Ende gebracht und der Pokal von Staatspräsident Albert Lebrun, selbst in Lothringen geboren, überreicht werden.